# Hela världen för mig
Hela världen för mig – singel Sanny Nielsen, wydany w 2003 roku. Utwór został napisany i skomponowany przez Thomasa G:sona. Za produkcję zaś odpowiadali Marcos Ubeda i Thomas G:son.
Nagranie znalazło się na 35. miejscu na liście sześćdziesięciu najlepiej sprzedających się singli w Szwecji.
Piosenka ponadto zajęła 5. miejsce w szwedzkich preselekcjach do Eurowizji – Melodifestivalen 2003, zdobywając w sumie 93 punkty.

## Lista utworów
- CD single[1]

1. „Hela världen för mig” (Original Swedish Version) – 3:01
2. „All That It Takes” (Original English Version) – 3:02

## Notowania

### Pozycja na liście sprzedaży
| Kraj    | Notowanie (2003)  | Najwyższa pozycja |
| ------- | ----------------- | ----------------- |
| Szwecja | Sverigetopplistan | 35                |